# What Is Love
"What Is Love" er en sang indspillet af den trinidiansk-tyske eurodance- og house-musiker Haddaway fra hans debutalbum, The Album. Sangen genkendes ved sit omkvæd "What is love? Baby don't hurt me, don't hurt me...no more." Sangen var et nummer 1-hit i 13 lande.

## Hitlister
| Hitliste (1993–1994)                             | Højeste placering |
| ------------------------------------------------ | ----------------- |
| Australien (ARIA)                                | 12                |
| Belgien (Ultratop 50 Flanderen)                  | 1                 |
| Canada Dance/Urban (RPM)                         | 2                 |
| Canada Top Singles (RPM)                         | 17                |
| Danmark (IFPI)                                   | 1                 |
| Europa (Eurochart Hot 100)                       | 1                 |
| Finland (Suomen virallinen lista)                | 1                 |
| Frankrig (SNEP)                                  | 1                 |
| Holland (Dutch Top 40)                           | 1                 |
| Holland (Single Top 100)                         | 1                 |
| Irland (IRMA)                                    | 1                 |
| Island (Íslenski Listinn Topp 40)                | 3                 |
| Italien (FIMI)                                   | 1                 |
| New Zealand (RIANZ)                              | 48                |
| Norge (VG-lista)                                 | 1                 |
| Portugal (AFP)                                   | 1                 |
| Schweiz (Schweizer Hitparade)                    | 1                 |
| Spanien (AFYVE)                                  | 1                 |
| Storbritannien Singles (Official Charts Company) | 2                 |
| Sverige (Sverigetopplistan)                      | 2                 |
| Tyskland (Official German Charts)                | 2                 |
| USA Billboard Hot 100                            | 11                |
| USA Billboard Hot Dance Club Play                | 9                 |
| USA Billboard Hot Dance Music/Maxi-Singles Sales | 6                 |
| USA Billboard Rhythmic Top 40                    | 15                |
| USA Billboard Top 40 Mainstream                  | 4                 |
| USA Cash Box                                     | 9                 |
| Zimbabwe (ZIMA)                                  | 1                 |
| Østrig (Ö3 Austria Top 40)                       | 1                 |